# Litteraturåret 1929

## Händelser
- Antologin Fem unga som får en stor betydelse för den svenska modernismens genombrott ges ut. Medverkande är Erik Asklund, Josef Kjellgren, Artur Lundkvist, Harry Martinson och Gustav Sandgren.
- Harry Martinson debuterar med Spökskepp.

## Priser och utmärkelser
- Nobelpriset – Thomas Mann, Tyskland[1]
- De Nios Stora Pris – Per Hallström, Axel Lundegård och Birger Sjöberg
- Letterstedtska priset för översättningar – Bernhard Risberg för tolkningen av Homeros Iliaden
- Svenska Akademiens stora pris – Henrik Söderbaum

## Nya böcker

### A – G
- Bara en början av Erik Asklund (debut)
- Bergtagen av Thomas Mann (i översättning av Karin Boye)
- Berlin Alexanderplatz av Alfred Döblin
- Blod och guld av John Steinbeck
- Boken om San Michele av Axel Munthe
- Det druckna kvarteret av Rudolf Värnlund
- Fabeln om Valentin av Stina Aronson
- Farväl till vapnen av Ernest Hemingway
- Fasan i Dunwich av H.P. Lovecraft
- Fem unga, antologi (se ovan)
- Folkets bok av Halldór Laxness

### H – N
- Håll i hatten! (The Roman Hat Mystery) av Ellery Queen
- Kommentar till ett stjärnfall av Eyvind Johnson
- Litteratörer och militärer (essäer) av Frans G. Bengtsson
- Långt från landsvägen av Vilhelm Moberg
- Massornas uppror av José Ortega y Gasset
- Naket liv av Artur Lundkvist
- Nederstigen i dödsriket av Ivar Lo-Johansson

### O – U
- Petter och Lotta på äventyr av Elsa Beskow[2]
- Resan till Rom av Hjalmar Söderberg
- Sonat av Hjalmar Gullberg
- Spökskepp av Harry Martinson (debut)

### V – Ö
- Valet av Temple Bailey
- Vita frun på Trollebo av Carl August Cederborg
- Vägens män av André Chamson
- Zigenare. En sommar på det hemlösa folkets vandringsstigar av Ivar Lo-Johansson
- Zuleikas hämnd av Samuel August Duse

## Födda
- 1 januari – Cordelia Edvardson, svensk författare och journalist.
- 13 januari – Villy Sørensen, dansk författare och filosof.
- 6 februari – Keith Waterhouse, engelsk författare.
- 6 mars – Günter Kunert, tysk författare.
- 7 mars – Göran O. Eriksson, svensk författare och regissör.
- 1 april – Milan Kundera, tjeckisk författare.
- 2 april – Ed Dorn, amerikansk poet.
- 13 april – Kristina Widman, svensk författare.
- 15 april – Ulf Linde, svensk konstkritiker, jazzmusiker, författare, och professor i konstteori.
- 12 maj – Macke Nilsson, svensk journalist och författare.
- 14 maj – Åke Ortmark, svensk redaktör, författare och programledare i tv.
- 15 juni – Jean Schuster, fransk redaktör och författare.
- 27 juni – Gunnar E. Sandgren, svensk journalist och författare.
- 18 juli – Kurt Salomonson, svensk författare.
- 20 augusti – Gerda Antti, svensk författare.
- 27 augusti – Ira Levin, amerikansk thrillerförfattare.
- 11 september – Birgitta Trotzig, svensk författare.
- 29 september – Mary Andersson, svensk författare.
- 7 oktober – Robert Westall, brittisk barn- och ungdomsbokförfattare.
- 21 oktober – Ursula K. Le Guin, amerikansk science fiction- och fantasyförfattare.
- 9 november – Imre Kertész, ungersk författare, nobelpristagare 2002.
- 25 november – Sigurd Glans, svensk journalist och författare.
- okänt datum – Marguerite Walfridson, finlandssvensk författare, konstnär och designer.

## Avlidna
- 30 april – Birger Sjöberg, 43, svensk författare och poet.
- 30 augusti – Ivo Vojnović, 71, kroatisk författare.
- 26 oktober – Arno Holz, 66, tysk författare och litteraturteoretiker.

### Fotnoter
1. ↑  ”Nobelpriset i litteratur”. https://www.nobelprize.org/prizes/lists/all-nobel-prizes-in-literature/. Läst 20 mars 2011.
2. ↑  ”Elsa Beskows boktitlar”. Arkiverad från originalet den 14 december 2012. https://web.archive.org/web/20121214172009/http://kampanj.bonniercarlsen.se/beskow/titlar1.htm. Läst 12 april 2011.